# Monarca (1794)
Pour les autres navires du même nom, voir Monarca.
Le Monarca est un vaisseau de 74 canons en service dans la marine espagnole de 1794 à 1805. Construit au Ferrol, il est lancé en 1794. Il est capturé par la Royal Navy à la bataille de Trafalgar mais fait naufrage dans la tempête qui suit l'affrontement.

## Conception et construction
Le Monarca est construit sur le modèle du San Ildefonso, conçu par l'architecte navale José Joaquín Romero y Fernández de Landa (es). Construit à l'arsenal du Ferrol il est lancé en mars 1794.
Le Monarca est long de 190 pieds de Burgos (soit environ 52,9 m) et large de 52 pieds de Burgos (soit environ 14,5 m). Avec environ 7 m de tirant d'eau, le tonnage du vaisseau est de  1 640 tonnes.
L'armement principal du vaisseau est constitué de 28 canons de 24 livres, 30 canons de 18 livres et de 6 canons de 8 livres. À ces 74 canons s'ajoutent 10 obusiers de 30 livres et 6 obusiers de 24 livres.

## Service actif
Dès 1794, le Monarca est déployé pour une campagne d'essais en mer, dont le but est de permettre à la marine espagnole de choisir le meilleur plan de vaisseau de ligne. Confronté au Montañés, le Monarca s'avère légèrement moins bon marcheur. Les résultats de la campagne ne sont cependant pas suffisamment significatifs et la décision est prise en décembre de ne privilégier aucune des deux classes de navires.
À l'occasion de la reprise des hostilités entre l'Espagne et le Royaume-Uni, le Monarca est réarmé en 1804 au Ferrol. Sorti le 24 janvier 1805 de l'arsenal, il est frappé en février par la foudre qui endommage une partie de la haute mâture.
Le Monarca intègre la flotte combinée franco-espagnole de Villeneuve lors de son passage au Ferrol à l'été 1805. Le vaisseau va alors avec elle s'enfermer dans Cadix. À l'occasion de ce voyage, l'amiral français note que le Monarca marche bien. À partir du 27 août, le vaisseau forme, avec les Bahama, San Leandro, San Francisco de Asís et Montañés, une division placée sous les ordres du brigadier Galiano. Cette unité, ancrée à la sortie de la rade est prête à prendre la mer pour contrer une éventuelle tentative de la flotte anglaise contre Cadix.

### Bataille de Trafalgar
Lorsque la flotte combinée prend la mer, les 19 et 20 octobre 1805, le Monarca est affecté à la 2e escadre, commandée par le vice-amiral de Navarrete sur le Santa Ana. Après le virement lof pour lof effectué par la flotte au matin du 21 octobre, le vaisseau se retrouve un peu en arrière du centre de la ligne de bataille alliée. Le matelot avant du Monarca est le Fougueux et son matelot arrière est le Pluton du capitaine Cosmao-Kerjulien.
Au cours de la bataille, le Monarca, commandé par Teodoro de Argumosa, va affronter les vaisseaux de la colonne sous-le-vent, emmenés par Collingwood. Le Royal Sovereign parvient à franchir la ligne entre l'arrière du Santa Ana et l'avant du Fougueux, malgré la tentative de ce dernier de lui barrer la route. Le Monarca ne cherche pas à combler l'écart qui se crée à son avant et la suite de la colonne britannique parvient à passer entre le Fougueux et lui. Selon le capitaine du Pluton, le Monarca est même en panne ce qui décide Cosmao à tenter de s'opposer au passage du Mars, troisième vaisseau de la colonne Collingwood. Le Monarca affronte le Mars puis le Tonnant. Selon certaines sources anglaises, le vaisseau amène son pavillon une première fois à 13 h 20 mais le hisse à nouveau lorsque le Tonnant s'éloigne. Touché à la poitrine, le capitaine Argumosa est contraint de se retirer dans l'infirmerie, laissant le commandement à son second, le capitaine de frégate Vicente Francisco de Voz. Très affaibli, la majeure partie de son artillerie démontée, le Monarca est alors engagé par un nouvel adversaire, le Bellerophon. Constatant l'impossibilité de poursuivre le combat dans l'état de délabrement du navire, le commandant autorise son second à amener son pavillon.
Le Bellerophon envoie un équipage de prise, constitué du lieutenant Edward Thomas et de neuf hommes d'équipage, prendre possession du Monarca vers deux heures de l'après-midi. Sur les 672 hommes d'équipage, 100 sont tués et 150 sont blessés au cours de la bataille. Le vaisseau présente de nombreuses voies d'eau, y compris sous la ligne de flottaison et le niveau d'eau dans la cale augmente de 36 pieds par heure. En colmatant les brèches situées au niveau de la ligne de flottaison, le vaisseau fait encore 24 pieds par heure d'eau.
Les heures qui suivent la bataille voient une forte tempête se lever. Abandonné par les vaisseaux anglais, le Monarca se retrouve à dériver avec à son bord son équipage de prise et les survivants de l'équipage espagnol. Dans l'après-midi du 24, profitant d'une accalmie, les survivants décident de construire un mât de fortune et de réparer le gouvernail pour essayer de rejoindre Cadix ou au moins de s'échouer sur la côte la plus proche. Le vaisseau est finalement rattrapé par le Leviathan qui transfère à son bord l'équipage de prise et une partie des marins espagnols. À quatre heures de l'après-midi, le vaisseau anglais abandonne le Monarca totalement désemparé.
Après plusieurs jours d'agonie, le Monarca s'échoue le 28 octobre sur la côte de l'Arenas Gordas (es), à 6 lieues de Sanlúcar de Barrameda. Les conditions météorologiques empêchent les secours d'évacuer l'équipage, entrainant la mort d'une grande partie des blessés encore à bord. Le 1er novembre, l'épave du Monarca est incendiée par la frégate britannique Naiad.